# Elevløn
Elevløn, praktikløn eller studieløn er den løn, som en elev, studerende eller praktikant modtager som betaling i løbet af uddannelsens praktik- eller studieperioder i stedet for SU.
Elev-, praktik- eller studielønnen beskattes på lige fod med almindelig løn og andre indtægter.
| Økonomi | Spire Denne artikel om økonomi er en spire som bør udbygges. Du er velkommen til at hjælpe Wikipedia ved at udvide den. |